# Ruhreisenstreit
Als Ruhreisenstreit wird die größte und folgenreichste Aussperrung während der Weimarer Republik bezeichnet, von der zwischen dem 1. November und dem 3. Dezember 1928 über 200.000 Arbeiter betroffen waren. Sie war zwar auf das Rheinisch-Westfälische Industriegebiet beschränkt, hatte aber Folgen für das gesamte Reich.

## Vorgeschichte und Hintergründe
Der wirtschaftliche Hintergrund für den Konflikt war die noch gute Konjunkturlage und die damit wiedererstarkte Kraft der Gewerkschaften, gerade im rheinisch-westfälischen Industriegebiet.  In der Eisenindustrie kündigten die freien, die liberalen und christlichen Metallarbeitergewerkschaften den Tarifvertrag zum 31. Oktober 1928, um eine Lohnerhöhung von 15 Pfennigen pro Stunde für alle Beschäftigten über 21 Jahren durchzusetzen.  
Dass der Tarifkonflikt, der zunächst unauffällig begann, rasch eine bislang unbekannte Dimension erreichen konnte, hing in erster Linie mit Entwicklungen im Unternehmerlager zusammen. Die Industrie sah ihre Konkurrenzfähigkeit nicht nur durch die gewerkschaftliche Lohnforderung bedroht, sondern befürchtete zudem, dass die Gewerkschaften von der sozialdemokratisch geführten Regierung unter Hermann Müller Rückendeckung für weit reichende Forderungen erhalten könnten. Damit überschätzten sie zwar den sozialdemokratischen Einfluss in der großen Koalition, wollten diesem allerdings mit einer offensiven Vorwärtstrategie entgegentreten.

## Verlauf
Die Lohnforderung der Gewerkschaften wurde vom Arbeitgeberverband der Nordwestlichen Gruppe des Vereins deutscher Eisen- und Stahlindustrieller, kurz Arbeit-Nordwest, mit Hinweis auf die sich verschlechternde Konjunkturlage abgelehnt. Stattdessen wurde den Arbeitern vorsorglich zum 1. November 1928 gekündigt. Die von den Gewerkschaften angeregten Schlichtungsverhandlungen scheiterten. Stattdessen erließ der vom Reichsministerium für Arbeit ernannte Schlichter Wilhelm Joetten einen Schiedsspruch. Auch wenn der Spruch deutlich hinter den Forderungen der Gewerkschaften zurückblieb, akzeptierten sie ihn, während die Arbeitgeber ihn juristisch anfochten und in letzter Instanz schließlich Recht bekamen. Innerhalb des Kabinetts führte dies zu erheblichen Konflikten: Die Unternehmer bekamen innerhalb der Regierung Unterstützung durch den Reichswirtschaftsminister Julius Curtius (DVP). Dagegen hielt Arbeitsminister Rudolf Wissell  (SPD) am Schlichterspruch fest und betrachtete ihn ebenso wie die Gewerkschaften als rechtlich bindend.
Allerdings verfügte der Arbeitsminister nicht über die notwendigen Sanktionsmöglichkeiten, um den Schiedsspruch durchzusetzen. Ohne das Schlichtungsverfahren und die Urteile der zuständigen Arbeitsgerichte abzuwarten, ließen die Arbeitgeber die Kündigungen in Kraft treten und entließen insgesamt etwa 240.000 Arbeiter. Dieser Schritt war nicht nur politisch, sondern auch juristisch umstritten. Während das Arbeitsgericht Duisburg das Vorgehen billigte, verurteilte ihn die nächsthöhere Instanz, das Landesarbeitsgericht in Düsseldorf.
Über die direkt Betroffenen hinaus hatte die Aussperrung erhebliche volkswirtschaftliche Folgen für den Kohlebergbau und die weiterverarbeitende Industrie. Die betroffenen Arbeiter gerieten bald in materielle Not, da nur eine Minderheit gewerkschaftlich organisiert war und damit Anrecht auf gewerkschaftliche Unterstützungszahlungen hatte. Die Arbeitslosenversicherung durfte im Fall von Aussperrungen keine Unterstützungen zahlen. Diese Konstellation ließ die Unternehmer hoffen, dass die Gewerkschaften schon bald von den Belegschaften zum Nachgeben gezwungen werden würden.
In der Öffentlichkeit stieß das Vorgehen der Arbeitgeber weitgehend auf Unverständnis. Das Zentrum wollte die Aussperrung rückwirkend für rechtswidrig erklären lassen. Anfang November stellten SPD und KPD Anträge im Reichstag, den Ausgesperrten staatliche Unterstützung zukommen zu lassen, die mit großer Mehrheit gegen die Stimmen der DVP beschlossen wurden.
Dieser Beschluss hat zweifellos dazu beigetragen, dass der Konflikt noch einige Wochen andauerte und die Gewerkschaften bei den fortgesetzten Verhandlungen ihre Position behaupteten. Im Arbeitgeberlager wurde die Entscheidung als Einmischung des Staates in den Bereich der Tarifpartner gedeutet. Der Verband Deutscher Arbeitgeberverbände (VDA) und der Reichsverband der Deutschen Industrie stellten sich demonstrativ hinter Arbeit-Nordwest. Bis dahin hatten sie von einer öffentlichen Solidarisierung mit den Arbeitgebern der Stahl- und Eisenindustrie an Rhein und Ruhr abgesehen.
Die verhärteten Fronten im Tarifkonflikt bröckelten vor einem Berufungstermin am Reichsarbeitsgericht in Leipzig, da beide Seiten fürchteten, bei einem für sie negativen Ergebnis Schadenersatz leisten zu müssen. Dies verstärkte den Willen, zu einer Einigung zu kommen. Die Aussperrung wurde schließlich am 3. Dezember 1928 aufgehoben, nachdem sich beide Konfliktparteien vorab bereit erklärt hatten, sich dem Schlichterspruch des Innenministers und Sonderschlichters Carl Severing (SPD) zu unterwerfen.

## Ende und historische Bedeutung
Severings Sonderschiedsspruch erging schließlich am 21. Dezember 1928. Zwar wurden die Löhne um einen bis sechs Pfennig erhöht und die Arbeitszeit von 60 auf 57 oder 52 Stunden herabgesetzt, dies war für die Gewerkschaften allerdings ein deutlich schlechteres Ergebnis als der erste Schlichterspruch. Der juristische Schlusspunkt unter den Konflikt wurde aber erst vom Reichsarbeitsgericht am 22. Januar 1929 gesetzt. Danach war der ursprüngliche Schiedsspruch von Joetten von Anfang an rechtswidrig und alle „Ein-Mann-Schiedssprüche“ generell unzulässig. Somit war das Reichsarbeitsministerium der eigentliche Verlierer des Streits, was die Arbeitgeber mit Genugtuung registrierten.
Das harte Vorgehen der Unternehmer hatte nicht nur aktuelle konjunkturelle Gründe. Vielmehr wollten sie grundsätzlich auch gegen den staatlichen Einfluss auf die Wirtschafts- und Sozialpolitik und insbesondere das im Ersten Weltkrieg eingeführte Schlichtungswesen vorgehen. Dies war ein erster Schritt zur Abschaffung des seit 1918 entstandenen Systems von Tarifverträgen zwischen Gewerkschaften und Arbeitgeberverbänden zugunsten von betrieblichen Vereinbarungen. 
Nicht die Gewerkschaften, sondern die vom Sozialdemokraten Hermann Müller geführte Reichsregierung war der eigentliche Gegner. Max Schlenker, der Hauptgeschäftsführer von Arbeit-Nordwest sprach im Nachhinein zwar einerseits von einem normalen Arbeitskampf, zu dem die Arbeitgeber gezwungen worden wären, andererseits läge der „tiefere Sinn der Arbeitsstreitigkeiten im Rhein-Ruhrgebiet (…) im Kampf für die heutige Wirtschaftsform, für eine vernunftgemäße Wirtschafts- und Sozialpolitik, Sammlung aller gleichgestimmten Kräfte zur endlichen Auseinandersetzung mit den zerstörerischen Mächten des Sozialismus.“. Nach seinen Worten handelte es sich „für die Eisen schaffende und Eisen verarbeitende Industrie letzten Endes um ihr Bestehen, es handelte sich für sie darum, sich gegen eine Wirtschaftsgebahrung zu stemmen, die früher oder später zum Sozialismus, wenn nicht zum Bolschewismus führen muß.“
Der Ruhreisenstreit markiert damit in der Weimarer Republik eine Wendemarke in der Politik der Unternehmer von der Kooperation zur Konfrontation.